# Феліцьян Кемпінський
Феліцьян Еугеніуш Пйотр Кемпінський (1885—1966) — польський астроном, дослідник комет, засновник і редактор «Астрономічного щорічника» (від 1921), редактор науково-популярного журналу «Уранія» (1922—1925).

## Біографія
У 1903 році закінчив із золотою медаллю державну гімназію в Пйотркуві-Трибунальському, потім I загальноосвітній ліцей імені Болеслава Хороброго. У 1905 році брав участь у страйку академічної молоді. В рамках бойкоту російських університетів він поїхав навчатися за кордон. Спочатку він вивчав філософію в Лейпцизькому університеті (1905—1906), потім математику й астрономію в університетах Геттінгена (1906—1909) і Берліна (1909—1912). У березні 1913 року здобув ступінь доктора філософії.
Під час Першої світової війни працював в астрономічній обсерваторії Берлін-Бабельсберг. Після відновлення незалежності Польщі в 1918 році він переїхав до Варшави, де став доцентом астрономічної обсерваторії Варшавського університету. На цій посаді він залишався до 1927 року. У 1925 році габілітувався у Віленському університеті. У 1927 році став професором Варшавського технічного університету. Він був засновником астрономічної обсерваторії при Варшавській політехніці, а також її директором у 1925—1955 роках. У 1960 році вийшов на пенсію.

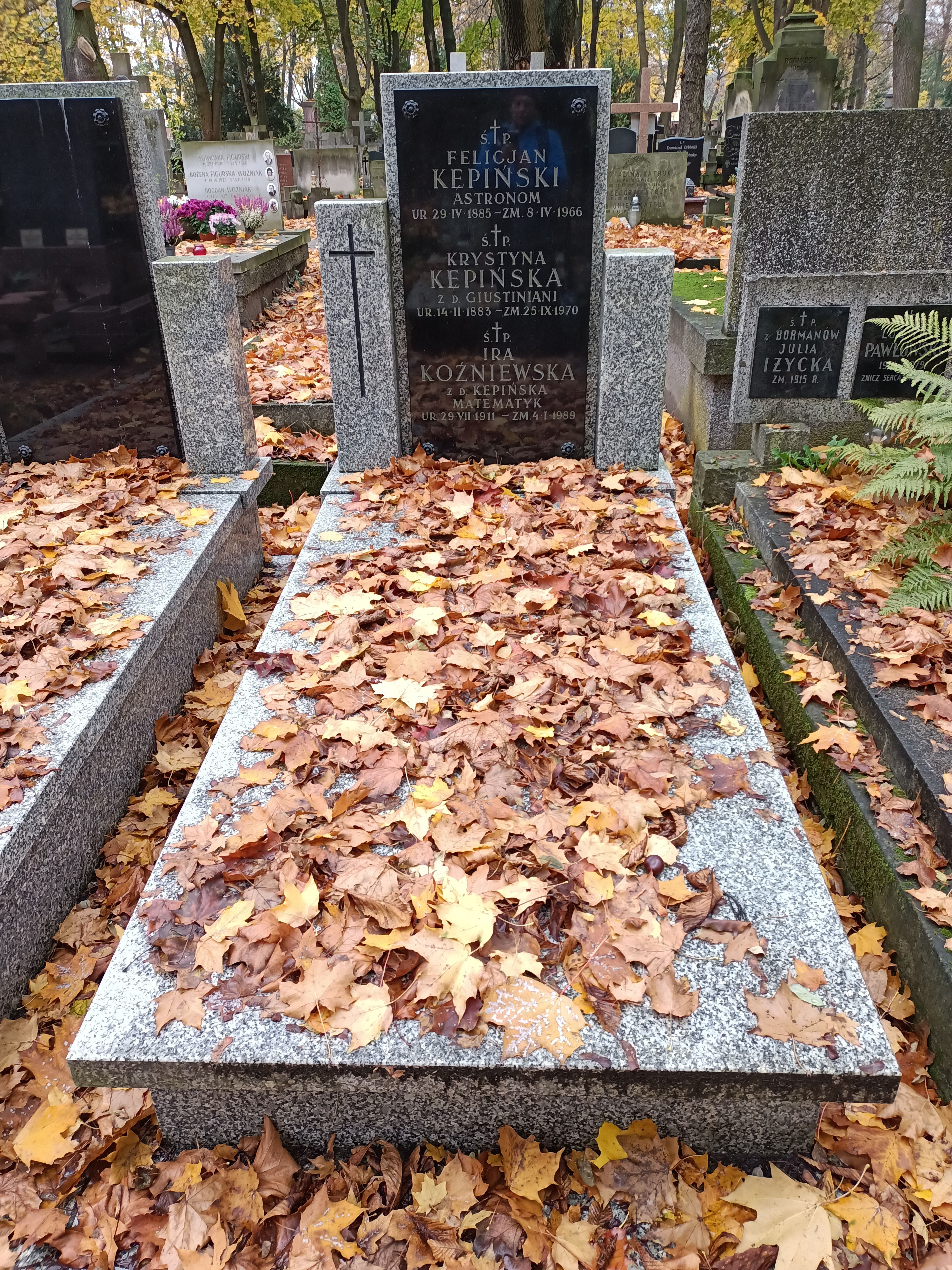
Могила Феліцьяна Кемпінського на Повонзькому кладовищі

У 1921 році він почав видавати «Астрономічний щорічник» (Rocznik Astronomiczny), редактором залишався протягом багатьох років. У 1922—1925 роках був редактором журналу «Уранія».
Феліцян Кепінський багато років вивчав рух комети 22P/Копфа і написав на основі цих досліджень статті з небесної механіки. У своїй роботі він також займався питаннями, пов'язаними з геодезичною астрономією.
Помер 8 квітня 1966 року у Варшарі. Похований на Повонзькому кладовищі.
Рішенням Міжнародного астрономічного союзу 1979 року на честь науковця названо кратер Кемпінський на Місяці.